# 葶苈子
葶苈子是独行菜（Lepidium apetalum）或播娘蒿（Descurainia sophia）的成熟种子。前者称“北葶苈”，后者称“南葶苈”。是常用的中药之一。
葶苈子首见于《本经》，功能泻肺平喘、利水消肿。用于葶苈大枣泻肺汤、己椒苈黄丸、大陷胸丸等方剂中。

## 外部連結
- 獨行菜 Duxingcai （页面存档备份，存于） 藥用植物圖像數據庫 (香港浸會大學中醫藥學院) （中文）（英文）
- 葶藶子 中藥材圖像數據庫  (香港浸會大學中醫藥學院) （中文）（英文）
- 葶藶子 Ting Li Zi （页面存档备份，存于） 中藥標本數據庫 (香港浸會大學中醫藥學院) （繁體中文）（英文）